# Colunela
La Capitanía (voz genérica que a finales de la Edad Media en España, es decir finales del siglo XV y principios del siglo XVI equivalía o sinónima de la voz militar Compañía) era unidad táctica, técnica y administrativa en el tiempo de Gonzalo de Ayora, (también fue cronista de los Reyes Católicos) en las últimas décadas del siglo XV tenía debilidad para obrar aisladamente y era necesario alguna combinación que produjera una conjunción de elementos anteriores relacionados entre sí y susceptibles de mayor ímpetu y resistencia que la Capitanía (la etimología de la palabra viene de la voz italiana colonna que significa columna de arquitectura y fue adoptada por la milicia como expresión de una masa compacta y formada por ciertas condiciones).Parece seguro que las colunelas que fueron en un principio, cuerpos organizados eventualmente y transitoriamente, con varias compañías de infantería de 800 a 1.500 soldados que se reunían para el combate, sirvieron de base posteriormente a las coronelías y tomaron posteriormente el nombre de coronelías y sus jefes el de coroneles.

## Anteriormente a las colunelas

### 1245:cuadrillas
Creada la "Hermandad" en un principio por la asociación de unos cuantos vecinos de la comarca vejada, obtuvo en 1245 la aprobación de Fernando III, el cual al dictar las disposiciones para estimular y dar extensión al pensamiento á que la institución debiera su origen, designó a Pozuelo Seco, Ventas con Peña Aguilera y Talavera, como puntos céntricos donde deberían situarse las "cuadrillas" con gente armada.
Iban después en cuadrillas
Mil títulos y señores
A quién origen excelso
Dio tanto ascendiente noble
(Rivera)
El "cuadrillero" en la Edad Media era la persona encargada de repartir el botín hecha en una incursión o cavalgada.
Las compañías, mesnadas, contingentes de cada pueblo o concejo, con el Régimen Feudal, debía de ser tan varia como la riqueza, el poder y el espíritu belicoso del que la formaba.

### 1480:compañías o capitanías
En 1480 cuando se hizo el alistamiento de la "Santa Hermandad" esta se dividió en compañías o capitanías de 100 plazas divididas en 2 cuadrillas a 50 plazas y ambas mandadas por un capitán.(Los "cuadrilleros" se dedicaron a la persecución de malhechores)
Igual organización tuvo la "Hermandad" nuevamente alistada en 1496 recibiendo en cada compañía:
- Unos soldados con picas de 22 palmos
- Otros soldados con espada y escudo
- Otros soldados con ballestas de gabas o espingardas

#### A finales delsigloXV: la "cuadrilla" equivalente á Escuadra
La "cuadrilla" a finales de este siglo XV era sección o subdivisión táctica y orgánica que se hacía de la Caballería, de un batallón o Cuerpo y venía a ser escuadra y el "cuadrillero" el cabo.

## Capitanía como unidad técnica, táctica y administrativa a partir de 1496
Desde que en 1.496 organizaron los Reyes Católicos las "Guardias Viejas de Castilla", la capitanía principió a ser en el arte militar unidad técnica, táctica y administrativa que aun cuando era sinónima de compañía, más bien que semejante a la unidad moderna de este nombre parece que hubo de representar una de las fracciones tácticas que a finales del siglo XIX se llamaba batallón o regimiento, donde se reunía una agrupación de soldados bajo el mando directo de un jefe "independiente" ([capitán).
Y así en el título con que los Reyes Católicos designaron en 1494 á Gonzalo de Córdoba para mandar las fuerzas que mandaron a Italia se lee:Por quanto por algunas cosas cumplideras á servicio de Dios é nuestro é bien de nuestros Reinos é de nuestros súbditos é naturales. Nos embiamos á vos Gonzalo Fernández de Córdoba, nuestro Capitán General, al nuestro Reyno de Sicilia é otras partes de Italia é mandamos que vayan con vos las capitanías de don Álvaro de Luna é don Luis Acuña..é vuestra é de algunas otras capitanías de nuestras Guardias..ect
Este "jefe" independiente o capitán mandó:
- Al principio compañías independientes de jinetes constituidas por:
  - "Hombres de Armas"
  - Caballos ligeros
- Cuando decreció la importancia de la caballería por necesidades de la guerra:
  - Se formaron compañías de infantería gobernadas por capitanes las cuales solo se reunían accidentalmente a combatir a las órdenes de un cabo de colunela que mandaba un cuerpo de 800 a 100 hombres constituidos por 2 compañías.

Pero subsistía fuera de estos casos:
- La independencia táctica
- La administrativa

de los capitanes.
Pero como poco más tarde se constituyeron de forma permanente primero colunelas, más tarde coronelías que llegaron a tener 20 compañías los capitanes de infantería quedaron sujetos:
- Primeramente en las coronelías a los coroneles
- Más tarde con los tercios al Maestre de Campo.

## En 1505: reglamentación de las compañías en colunelas
En 1505 la infantería de ordinario se dividió en compañías de 100 con un capitán, teniente, alférez, 2 sargentos, 2 cabos de escuadra, un atabal, un pífano, un alguacil, un aposentador y un cirujano y fueron reglamentadas estas compañías en colunelas de 8 a 10 de aquellas, la cual quedó a cargo de un cabo de colunela de donde algunos derivan la palabra coronel.Todo ello se debió a que en el año 1.505 fue reorganizada la antigua "Hermandad" bajo el nombre de "Tropa de ordenanza" y entre las varias reformas que se planteraron fue esta reunión citada de 8, 9, 10 compañías generalmente en un solo cuerpo llamado colunela a los cuales se fijó este jefe citado de cabo de colunela

## Para que se crearon las colunelas
Se crearon pues las colunelas o cuerpos constituidos de varias Compañías (generalmente 8,9 o 10 Compañías) parecido a los Batallones porque la capitanía tenía debilidad de obrar aisladamente y se necesitaba una conjunción de elementos que produjera mayor ímpetu y resistencia y se caracterizó la colunela por lo siguiente:
- No eran cuerpos estables
- Se formaban al principiar o comenzar una Campaña, igual a una Brigada Moderna.
- Terminadas las operaciones volvían a ser independientes unas de otras las Compañías que entraban en su organización
- Las compañías eran pues hijas de las circunstancias, de las necesidades de cada momento y se formaban:
  - No más de 1500 plazas ni menos de 800 plazas de soldados
  - Cuando eran 1000 soldados equivalía a una Cohorte de la legión romana o a un Thiufas de los Godos.
  - Mandadas por un jefe asignado conocido con el nombre de "Cabo de Colunela" como:
    - Marqués de Pescara
    - Marqués del Vasto

  - Se trataba de una masa compacta y fornida de soldados.
  - El jefe que reasumía el mando de las conulenas llevaba el nombre de coronel general
- El Jefe de una Conulena posteriormente era un Colonello que después devino en Coronel y mandaba un Regimiento y se pasó pues en 1508 de:
  - Colunela a Coronelía
  - Cabo de Colunela a Colonello y después a Coronel(Este título quedó abolido en 1560 sustituido por el de Maestre de Campo pero antes de las reformas de Felipe V en 1704 dichos oficiales jefes tomaban indistintamente una denominación de otra, según que llevaba su respectivo cuerpo el nombre de coronelía o de Tercio y el año 1704 data la exacta fecha definitiva de dicha voz de coronel).
  - El título de coronel se suprimió después por la Ordenanza de 1560 por lo cual se dividió asimismo cada Tercio de infantería en 10 compañías con:
    - 2 de arcabuceros
    - 8 de coseletes armados con picas
    - Cada compañía quedó contando con 300 plazas

## Diferencias entre Colunela y Capitanías o Compañías en elsigloXVI
Al principiar el siglo XVI las primeras tropas a sueldo del rey o del Estado, tomaron la forma de compañías como unidad táctica y orgánica y la colunela como las "legiones" de Francisco I de Francia eran puramente colectivas como posteriormente lo fue a mediados del siglo XIX el regimiento y entonces sucedió que las capitanías o compañías perdieron su particular autonomía, para constituir parte integrante de una:
- Colunela
- Posteriormente en:
  - Una Coronelía
  - Un Tercio
  - Un Regimiento

se hizo indispensable la existencia de una jerarquía intermedia entre el capitán o jefe de una compañía y el caudillo de un ejército, aparecieron los Maestre de Campo y coroneles, que eran los verdaderos "capitán de capitanes" y aún el coronel general y el Maestre de campo general o sea el Jefe del Estado Mayor de finales del siglo XIX.

## Gonzalo de Ayora
- Cronista de los Reyes Católicos y militar nacido en Córdoba
- Nacido en el año 1448 y muerto en el año 1513
- Es el autor de las modificaciones que introdujo en los soldados a pie de España con la instrucción táctica de la falange de Suiza y Alemania y en 1794 se imprimió en Madrid, el libro Cartas de Ayora...introductor de la táctica de las tropas a pie en estos Reinos en 1503........ y se instruyó de las maniobras de infantería que introdujo en España en sus largas peregrinaciones por Francia, Italia y Alemania y fue el reformador de la antigua infantería española después del uso de la pólvora, introduciendo fuerza, agilidad y resistencia en la infantería para adquirir solidez y unión de los combatientes.
- Fue nombrado capitán de guardia tras muestra en Medina del Campo ante los Reyes Católicos, Doña Isabel y Don Fernando, por ser el primero que introdujo en ella el pelear en Ordenanza.
- No obstante, aceptando lo anterior opina, José Almirante, que mientras Ayora en Medina del Campo adiestraba a 100 alabarderos en un servicio palatino, Gonzalo de Córdoba , el gran capitán alcanzaba en Italia los laureles de Gerinalo y Garillano y se pregunta este militar español ¿Dónde renació el arte de la guerra? ¿Dónde la táctica?
- A la muerte de Isabel I de España creó Don Fernando V en 1504 una guardia de su persona que puso a las órdenes del célebre cronista Gonzalo de Ayora a quien nombró capitán de esa fuerza con 50 personas reclutados entre los mozos de espuela de caballeros cortesanos y poco después se aumentó su número hasta 100 y algunos historiadores hasta 150 hombres de a pie armados con puñales, espadas y alabardas y otros 50 de a caballo.
- En la guerra de Los Comuneros apoyó a estos pero tras la derrota en la batalla de Villalar se le concedió el perdón por Carlos I
- Sus obras más conocidas y frecuentemente consultadas por historiadores son las siguientes:
  - Historia de la Reina Isabel
  - Relación de la toma de Mazalquiver
  - De la naturaleza del hombre
  - Cartas de Gonzalo de Ayora

## Marqués de Pescara
Alfonso de Ávalos
- Militar español, nacido en 1430 y muerto en 1495
- Fue el privado del monarca Fernando II de Nápoles a quien sirvió leal y fielmente:
- Se distinguió en la defensa de Castelnovo contra los franceses

Fernando de Ávalos
- General español
- Nacido en Nápoles en 1489 y muerto en el año 1525
- Descendiente de familia española pero sus antepasados por razones no bien conocidas se establecieron en Italia.
- Deploraba en ocasiones haber nacido en Italia por lo siguiente:
  - Conoció y estimó las virtudes del soldado español
  - Fue compañero y amigo del soldado español más que su jefe
  - Admirador del soldado español más que su general
  - Por eso hubiese preferido nacer en suelo español.

En su breve y corta carrera militar adquirió lo siguiente:
- Mucha gloria
- Fama impedecedera

Asistió a muchas batallas como las siguientes:
- Tomó por asalto Milán, obligando al almirante Bounivet a emprender una precipitada retirada que casi se convirtió en una fuga
- Se encontró en la memorable batalla de Pavía cuyo resultado favorable a España se debió según muchos eruditos a lo siguiente:
  - Esfuerzos heroicos
  - Acertadas disposiciones

del Marqués de Pescara, general entonces del ejército español.
En la batalla de Pavía se distinguió por lo siguiente:
- Fue de opinión de que la batalla había de producirse en contra de los demás generales que creían mejor que no se produciese por falta de garantías de resolverse favorablemente para los intereses españoles
- Prudencia
- Ordenó maniobrar con la habilidad de un gran estratega
- Peleó como un soldado más, con gran vigor y valentía
- Causó en él (marqués de Pescara) profundo disgusto que el virrey Lanoy se llevase a España al rey de Francia prisionero sin contar con él ni consultarle y excitado por Jerónimo Mora, secretario de Sforza, entró en un conjuración que tenía por objeto la independencia de Italia.Pero pronto adquirió la convicción de que se pretendía excitar su disgusto arrastrándole a una traición y confesó al emperador su propósito que había concebido y los trabajos que para su realización había llevado a cabo.El emperador no solo perdonó al marqués y le volvió su gracia, sino que le ofreció coronarle rey de Nápoles, si de grado o fuerza podía atraer a las tropas conjuradas.No le fue difícil a Pescara obtener este resultado, porque tenían gran popularidad entre sus soldados que le adoraban.Su arrojo, su afabilidad, su cariño al soldado español habianle conquistado generales simpatías y los soldados españoles a las órdenes de Pescara, aunque no recibiesen sus pagas, no proferían queja alguna y servían y se batían sin ser pagados y aun entregando lo que poseían si Pescara les manifestaba que era necesario hacer este sacrificio para satisfacer la paga de los alemanes.Un año después de la batalla de Pavía, falleció, a los treinta y seis años de edad, el marqués de Pescara, que en tan pocos años llegó a ser uno de los mejores y más famosos generales de su tiempo(Pasaje de uno de los biógrafos de Pescara)

## Marqués del Vasto:Alfonso Ávalos
- Militar español
- Nacido a fines del siglo XV y muerto en el año 1546
- Casi adolescente sentó plaza o ingresó en el ejército de Carlos I de España y V de Alemania y sirvió en el ejército de su primo el marqués de Pescara.
- Tomó parte muy activa y contribuyó con gran eficacia a la victoria en la batalla de Pavía
- Prisionero por las tropas de Doria, aliado de Francia, logró atraerse a su vencedor al partido de España y este triunfo más diplomático que militar contribuyó favorablemente al éxito de aquella campaña.
- En el año 1537 desempeño acertadamente el cargo de gobernador del ducado de Milán logrando:
  - Restablecer el orden
  - Reorganizar y moralizar la administración
  - Normalizar los servicios públicos
  - Dar al país un cuerpo de leyes que mereció la aprobación del Senado y la sanción del emperador
  - Propagar la literatura
  - Escribió algunas composiciones literarias muy loables

### Bibliográficas
- Diccionario Enciclopédico Hispano-Americano,1887-90, Montaner i Simón Editores, Barcelona,
- José Almirante - Diccionario militar, 1869, Madrid.

- El contenido de este artículo incorpora material de una entrada de la Enciclopedia Libre Universal, publicada en español bajo la licencia Creative Commons Compartir-Igual 3.0.

- Datos: Q2885040